# Aengbaja Kenek
Aengbaja Kenek is een bestuurslaag in het regentschap Sumenep van de provincie Oost-Java, Indonesië. Aengbaja Kenek telt 2950 inwoners (volkstelling 2010).